# Aspremont (Alpy Nadmorskie)
Aspremont – miejscowość i gmina we Francji, w regionie Prowansja-Alpy-Lazurowe Wybrzeże, w departamencie Alpy Nadmorskie.
Według danych na rok 1990 gminę zamieszkiwało 1496 osób, a gęstość zaludnienia wynosiła 158 osób/km² (wśród 963 gmin regionu Prowansja-Alpy-W. Lazurowe Aspremont plasuje się na 312. miejscu pod względem liczby ludności, natomiast pod względem powierzchni na miejscu 709.).